# 복날이 온다
《복날이 온다》는 2006년 7월 29일에 MBC에서 방영한 베스트극장이다.

## 등장 인물

### 주요 인물
- 이희도 : 황씨 역
- 서승만 : 심씨 역
- 이미지 : 홍 여사 역

### 그 외 인물
- 박종관
- 박경순
- 황우연
- 강상구
- 손유경
- 조선형
- 유정석
- 박신영
- 이석인
- 이병현